# أليس إن تشاينز
أليس في سلاسل (بالإنجليزية: Alice in Chains)‏ هي فرقة موسيقى روك سابقة أمريكية. تشكلت في عام 1987 في سياتل، بواسطة الموسيقي وكاتب الأغاني جيري كانتريل والمغني الرئيسي لاين ستالي.

## وصلات خارجية
- أليس إن تشاينز على موقع IMDb (الإنجليزية)
- أليس إن تشاينز على موقع ميوزك برينز (الإنجليزية)
- أليس إن تشاينز على موقع رولينغ ستون (الإنجليزية)
- أليس إن تشاينز على موقع أول ميوزيك (الإنجليزية)
- أليس إن تشاينز على موقع ديسكوغز (الإنجليزية)
- الموقع الإلكتروني